# Pop Idol
Pop Idol foi um programa de televisão britânico do gênero talent show. Foi apresentado por Anthony McPartlin e Declan Donnelly (Ant & Dec) e contou com Simon Cowell, Pete Waterman, Nicki Chapman e Neil Fox como jurados.
A partir de Pop Idol se originou a franquia Idols com versões para diversos países, incluindo Portugal e Brasil; ambas chamadas Ídolos. Para o formato, o título "Pop" teve de ser retirado devido a questões judiciais com o formato Popstars.
Seu formato foi criado não por produtores televisivos, como é de costume, mas pelo empresário do ramo musical Simon Fuller, em 1998. Sendo inicialmente um projeto voltado para a web, o boom do gênero reality na televisão no fim dos anos 1990 o levaram a tomar este formato e inserir elementos de diversos shows de talentos da década de 1970 e de Popstars.

## Temporadas

### Primeira temporada (2001)
A primeira temporada de Pop Idol iniciou-se em 5 de outubro de 2001 e terminou em fevereiro de 2002 com a vitória de Will Young.
| Data           | Três menos votados | Três menos votados | Três menos votados |
| 15 de dezembro | Korben             | Laura Doherty      | Jessica Garlick    |
| 22 de dezembro | Jessica Garlick    | Laura Doherty      | Rosie Ribbons      |
| 29 de dezembro | Aaron Bayley       | Rosie Ribbons      | Laura Doherty      |
| 5 de janeiro   | Laura Doherty      | Rosie Ribbons      | Zoë Birkett        |
| 12 de janeiro  | Rosie Ribbons      | Hayley Evetts      | Darius Danesh      |
| Data           | Dois menos votados | Dois menos votados |                    |
| 19 de janeiro  | Hayley Evetts      | Zoë Birkett        |                    |
| 26 de janeiro  | Zoë Birkett        | Darius Danesh      |                    |
| Data           | Três finalistas    | Três finalistas    |                    |
| 2 de fevereiro | Darius Danesh      |                    |                    |
| 9 de fevereiro | Gareth Gates       | Will Young         |                    |

### Segunda temporada (2003)
A segunda temporada foi exibida no segundo semestre de 2003 e terminou em dezembro com a vitória de Michelle McManus.
| Data           | Três menos votados | Três menos votados | Três menos votados | Três menos votados |
| 25 de outubro  | Leon McPherson     | Kirsty Crawford    | Mark Rhodes        |                    |
| 1 de novembro  | Brian Ormond       | Marc Dillon        | Kim Gee            |                    |
| 8 de novembro  | Kim Gee            | Roxanne Cooper     | Michelle McManus   |                    |
| 15 de novembro | Andy Scott-Lee     | Chris Hide         | Mark Rhodes        |                    |
| 22 de novembro | Roxanne Cooper     | Mark Rhodes        | Susanne Manning    |                    |
| Data           | Dois menos votados | Dois menos votados |                    |                    |
| 29 de novembro | Susanne Manning    | Chris Hide         |                    |                    |
| 6 de dezembro  | Chris Hide         | Mark Rhodes        |                    |                    |
| Data           | Três finalistas    | Três finalistas    |                    |                    |
| 13 de dezembro | Sam Nixon          |                    |                    |                    |
| 20 de dezembro | Mark Rhodes        | Michelle McManus   |                    |                    |

### Relançamento
Em 1 de outubro de 2006 a licença da Independent Television para produção do Pop Idol no Reino Unido terminou e seu criador, Simon Fuller, junto de co-produtores da FremantleMedia e 19 Television iniciaram conversa com emissoras britânicas sobre reviver a atração em uma versão renovada em um diferente canal. Sky One e o canal Five demonstraram interesse em comprar o programa , mas nenhum relançamento foi anunciado.